# Phantasm IV: Oblivion
Phantasm IV: Oblivion (conosciuto anche come Phantasm: Oblivion, Phantasm: OblIVion, o solamente Phantasm IV) è un film del 1998, diretto da Don Coscarelli. Il film è il terzo sequel di Fantasmi.
Il film venne distribuito negli Stati Uniti in formato direct-to-video.  Per anni il film è stato inedito in Italia fino al 2019 quando la Midnight Factory ha provveduto a doppiarlo ed a distribuirlo per il mercato home video (Bluray e Dvd) in un cofanetto contenente tutti i 5 film della saga.

## Trama
Gli amici Reggie (Reggie Bannister) e Mike (A. Michael Baldwin) si confrontano per l'ultima volta con Tall Man, vero nome Jebediah Morningside (Angus Scrimm): mentre il primo tiene a bada i non morti e le sfere assassine, il secondo viaggia nel tempo per scoprire finalmente la natura del mostro.

## Produzione
Il film è costato circa 650.000 di dollari ed è stato realizzato in 23 giorni; gli esterni nella Valle della Morte sono stati girati a Lone Pine, California, quelli per la Guerra Civile a Ventura, California e gli esterni del cimitero sono stati girati a Chatsworth, Los Angeles, California. Il nano che si prende il colpo di arma da fuoco in faccia sparato da Reggie venne interpretato da Wendy Coscarelli, la giovane figlia del regista. Fred Myrow, il compositore del tema musicale del film che si può sentire in ogni episodio della saga, morì poco dopo che il film venne distribuito. Nell'originale, la voce particolarmente baritonale del Tall Man nella prima scena del film è dovuta ad una brutta laringite che l'attore Scrimm aveva in quei giorni di ripresa. Il pugnale usato nel film è esattamente lo stesso usato per il film del 1979.

## Sequel
Il film ha avuto un sequel nel 2016: Phantasm: Ravager, diretto da David Hartman.